# Fyrtömmad skärlånga
Fyrtömmad skärlånga (Enchelyopus cimbrius) är en fisk i familjen lakefiskar. 

## Utseende
Den fyrtömmade skärlångan har två ryggfenor. Den främre har kort längd och mycket låg höjd. Den främsta fenstrålen är emellertid kraftigt förlängd, mycket högre än den bakre ryggfenans höjd. Denna är mycket lång och når nästan ända till stjärtfenan. Även analfenan är relativt lång, dock kortare än halva kroppslängden. Färgen varierar kraftigt, men är vanligtvis gråbrunaktig. Buken är ofta ljusare. Mun- och gälhålorna är svarta. Kroppen är långsträckt, med fyra skäggtömmar på huvudet; en under hakan och tre på nosens ovansida. Fisken blir upp till 40 centimeter lång och 2 kilogram tung.

## Utbredning
Den fyrtömmade skärlångan förekommer i Atlanten från Mexikanska golfen längs Nordamerikas östkust till Grönland, österut via Färöarna runt Brittiska öarna och från franska Atlantkusten upp till norska kusten. Går in i södra Östersjön.

## Vanor
Den lever vid bottnen från 20 till 650 meters djup på mjuka bottnar. 
Fisken fångar bottendjur som små kräftdjur och andra mindre leddjur samt mindre plattfiskar. Den kan bli upp till 9 år gammal.
Den fyrtömmade skärlångan leker under sommaren. Äggen är pelagiska. Den leker även i Sverige.